# Associazione Calcio Reggiana 1956-1957
Questa voce raccoglie le informazioni riguardanti l'Associazione Calcio Reggiana nelle competizioni ufficiali della stagione 1956-1957.

## Stagione
Primo campionato di C, dopo il triennio di IV serie, e l'entusiasmo è alto. Il pubblico riempie il vecchio stadio.
La società punta in alto, con Visconti, Lari e Degola che mantengono il ruolo di vice presidenti, senza nominare alcun presidente.
La cessione di Brunazzi alla Triestina porta all'arrivo del terzino Meggiolaro, mentre dal Lanerossi Vicenza viene ottenuto il prestito del centromediano Zoppelletto e dal Napoli vengono girati alla società granata i fratelli Di Mauro, che giocavano entrambi all'ala sinistra. Maietti e Fermi tornano alla SPAL, Seghedoni al Modena, Crivellenti viene ceduto alla Carrarese.
Il centravanti Cappi, sostituito dal veronese Perli, viene ceduto dopo qualche mese al Messina. Perli si infortuna gravemente e viene sostituito prima dal giovane Zanni e poi da Testa e da Nundini. A novembre arriva anche la mezzala Migliorini. La Reggiana si mantiene nelle zone alte della classifica e lotta per la promozione, ottenuta però da Prato e Lecco.

## Divise
| Prima divisa |

## Rosa
| N. |                   | Ruolo | Calciatore        |
| -- | ----------------- | ----- | ----------------- |
|    | Italia (bandiera) | A     | Marco Boiardi     |
|    | Italia (bandiera) | C     | Aldo Catalani     |
|    | Italia (bandiera) | C     | Mario Cocco       |
|    | Italia (bandiera) | P     | Corrado Danti     |
|    | Italia (bandiera) | A     | Vincenzo Di Mauro |
|    | Italia (bandiera) | C     | Vittorio Di Mauro |
|    | Italia (bandiera) | P     | Arnaldo Ferri     |
|    | Italia (bandiera) | C     | Armando Furlan    |
|    | Italia (bandiera) | C     | Gustavo Giagnoni  |
|    | Italia (bandiera) | A     | Gianni Iori       |
|    | Italia (bandiera) | A     | Antonio Lamantea  |
|    | Italia (bandiera) | C     | Dino Lucianetti   |
|    | Italia (bandiera) | C     | Alberto Malavasi  |

| N. |                   | Ruolo | Calciatore           |
| -- | ----------------- | ----- | -------------------- |
|    | Italia (bandiera) | C     | Enrico Mazzucchi     |
|    | Italia (bandiera) | D     | Umberto Meggiolaro   |
|    | Italia (bandiera) | A     | Giovanni Migliorini  |
|    | Italia (bandiera) | A     | Sergio Nundini       |
|    | Italia (bandiera) | A     | Corrado Perli        |
|    | Italia (bandiera) | D     | Giorgio Ramusani     |
|    | Italia (bandiera) | D     | Italo Rui            |
|    | Italia (bandiera) | D     | Giorgio Sereni       |
|    | Italia (bandiera) | P     | Attilio Termentini   |
|    | Italia (bandiera) | A     | Ennio Testa          |
|    | Italia (bandiera) | A     | Oliviero Zanni       |
|    | Italia (bandiera) | D     | Giobatta Zoppelletto |

## Risultati

### Girone di andata
| Arbitro: | De Marchi (Pordenone) |

|               |           |           |
| List 13’, 80’ | Marcatori | 38’ Perli |

| Arbitro: | Bartolomei (Roma) |

|                                  |           |                      |
| Catalani 18’, 82’ Di Mauro I 48’ | Marcatori | 70’ Rao 76’ Lavarino |

| Mestre 30 settembre 1956 3ª giornata | Mestrina             | 0 – 0 | Reggiana | Stadio Francesco Baracca\| Arbitro: \| Carbonelli (Brescia) \| |
| Arbitro:                             | Carbonelli (Brescia) |       |          |                                                                |

| Arbitro: | Alterio (Roma) |

|                                        |           |  |
| Di Mauro I 12’ Perli 20’ Mazzucchi 75’ | Marcatori |  |

| Catanzaro 14 ottobre 1956 5ª giornata | Catanzaro                    | 0 – 0 | Reggiana | Stadio Militare\| Arbitro: \| De Robbio (Torre Annunziata) \| |
| Arbitro:                              | De Robbio (Torre Annunziata) |       |          |                                                               |

| Reggio Calabria 21 ottobre 1956 6ª giornata | Reggina         | 0 – 0 | Reggiana | Stadio Comunale\| Arbitro: \| Marangio (Roma) \| |
| Arbitro:                                    | Marangio (Roma) |       |          |                                                  |

| Arbitro: | Natalini (Bolzano) |

|                                                         |           |                    |
| Lucianetti 5’ Catalani 23’ Perli 39’, 62’ Mazzucchi 67’ | Marcatori | 72’ (rig.) Colombo |

| Arbitro: | Bartolomei (Roma) |

|                  |           |              |
| Gotti 27’ (rig.) | Marcatori | 45’ Catalani |

| Arbitro: | Rebuffo (Milano) |

|          |           |             |
| Zanni 9’ | Marcatori | 90’ Vellano |

| Arbitro: | Bartolomei (Roma) |

|            |           |  |
| Masoni 73’ | Marcatori |  |

| Arbitro: | Carbonelli (Brescia) |

|                          |           |  |
| Vittorio Di Mauro II 67’ | Marcatori |  |

| Siracusa 23 dicembre 1956 12ª giornata | Siracusa                  | 0 – 0 | Reggiana | Stadio Vittorio Emanuele III\| Arbitro: \| Cataldo (Reggio Calabria) \| |
| Arbitro:                               | Cataldo (Reggio Calabria) |       |          |                                                                         |

| Arbitro: | Ferrari Aggradi (Firenze) |

|               |           |  |
| Mazzucchi 69’ | Marcatori |  |

| Arbitro: | Guidi (Brescia) |

|           |           |  |
| Testa 18’ | Marcatori |  |

| Arbitro: | Smorto (Reggio Calabria) |

|                    |           |  |
| Zaramella 41’, 49’ | Marcatori |  |

| Arbitro: | Butti (Como) |

|                                 |           |  |
| Catalani 8’, 76’ Lucianetti 60’ | Marcatori |  |

| Arbitro: | De Gregorio (Legnano) |

|                                             |           |                |
| Bernardis 3’ (rig.) Corradino 30’ Colla 61’ | Marcatori | 78’ Migliorini |

### Girone di ritorno
| Arbitro: | Campagna (Palermo) |

|                                      |           |                                               |
| Nundini 29’ Scaccabarozzi 89’ (aut.) | Marcatori | 4’ (aut.) Zoppelletto 41’ Longoni 83’ Gaslini |

| Arbitro: | Cerutti (Legnano) |

|  |           |              |
|  | Marcatori | 9’ Mazzucchi |

| Arbitro: | De Magistris (Torino) |

|              |           |  |
| Catalani 61’ | Marcatori |  |

| Siena 24 febbraio 1957 21ª giornata | Siena                   | 0 – 0 | Reggiana | Stadio del Rastrello\| Arbitro: \| Maghernino (San Severo) \| |
| Arbitro:                            | Maghernino (San Severo) |       |          |                                                               |

| Arbitro: | Caputo (Napoli) |

|               |           |  |
| Mazzucchi 24’ | Marcatori |  |

| Arbitro: | Clemente (Roma) |

|              |           |            |
| Catalani 28’ | Marcatori | 3’ Peruzzi |

| Arbitro: | Baldassarre (Udine) |

|                              |           |                           |
| Colombo 58’, 86’ Cergoli 76’ | Marcatori | 7’ Catalani 90’ Mazzucchi |

| Arbitro: | Angelini (Firenze) |

|               |           |                  |
| Mazzucchi 53’ | Marcatori | 64’ (rig.) Gotti |

| Arbitro: | Maghernino (San Severo) |

|             |           |  |
| Gigante 64’ | Marcatori |  |

| Arbitro: | Guidi (Brescia) |

|              |           |  |
| Catalani 71’ | Marcatori |  |

| Arbitro: | Marchetti (Milano) |

|              |           |              |
| L. Testa 24’ | Marcatori | 65’ E. Testa |

| Arbitro: | Vanni (Pisa) |

|             |           |  |
| Nundini 68’ | Marcatori |  |

| Arbitro: | Canepa (Genova) |

|                        |           |  |
| Persi 27’ Manzardo 82’ | Marcatori |  |

| Arbitro: | Famulari (Messina) |

|                          |           |  |
| Bercarich 5’ Turotti 48’ | Marcatori |  |

| Arbitro: | Cirone (Palermo) |

|                                |           |              |
| Nundini 16’, 79’ Mazzucchi 67’ | Marcatori | 11’ Franzini |

| Arbitro: | Vanni (Pisa) |

|             |           |                             |
| Pollini 53’ | Marcatori | 26’ Di Mauro I 63’ Catalani |

| Arbitro: | Gestro (Genova) |

|               |           |                  |
| Mazzucchi 90’ | Marcatori | 63’, 76’ Loranzi |